# Vortiporius
Vortiporius Voteporix ou Votecoriga (Gallois : Gwerthefyr ap Aergul) est un roi légendaire de l’île de Bretagne, dont l'origine est liée à un souverain ayant régné au  VIe siècle sur le Dyfed, région au sud-ouest du pays de Galles, aujourd'hui nommée le Pembrokeshire.

## La légende
Selon Geoffroy de Monmouth dans l’Historia regum Britanniae, une révolte des Saxons eut lieu pendant son règne, qui firent venir des renforts dans l'île. Vortiporius fut vainqueur et régna pacifiquement. 

## L'histoire
Le caractère historique de ce roi évoqué par Gildas le Sage dans son De Excidio et Conquestu Britanniae comme « Vortipore […] fils débauché d'un bon roi […] semblable au léopard tacheté […] tyran des Démétiens » est confirmé par une double inscription sur une pierre tombale à tête ronde datant probablement des environs de 550. Cette pierre maintenant au Carmarthenshire Museum  se trouvait précédemment à l'entrée du cimetière de Castell Dwyran au Dyfed. L'inscription en lettres latines sur trois lignes se lit : en ogam : « Votecorigas » et en, latin « Memoria Voteporigis Protictoris » i.e « En mémoire de Vortepor Protector »
Voteporix apparaît dans le manuscrit des Harleian genealogies des rois de Dyfed comme : Guortepir map Aircol map Triphun ; le fils d'Aircol (c'est-à-dire :  Agricola) et le petit-fils de Triphun (c'est-à-dire : Tribunus) des descendants, a priori romanisés d'après leurs noms, d'Eochaid fils d'Artchorp. Cet Eochaid Allmuir (c'est-à-dire : d'outre-mer) est réputé avoir conduit le peuple des Déisi du sud de l'Irlande dans le sud du pays de Galles probablement vers 400-450 apr. J.-C.

## Sources
- Geoffroi de Monmouth, Histoire des rois de Bretagne, traduit et commenté par Laurence Mathey-Maille, Paris, Édition Les belles lettres, coll. « La roue à livres », 2004 (ISBN 2-251-33917-5)
- (en) Ann Williams, Alfred P. Smyth et D.P Kirby, A bibliographical dictionnary of Dark Age Britain, Londres, Seaby, 1991 (ISBN 1852640472), p. 233 « Vortipor King of Dyfed fl. first half of sixth century »
- (en) David Williamson, Brewer's British Royalties. A phrase and fable dictionary, Londres, Cassel, 1998 (ISBN 030434933X), p. 335 « Vortiporius (Votiporix) , King of Dyfed »
- (en) Peter Bartrum, A Welsh classical dictionary : people in history and legend up to about A.D. 1000, Aberystwyth, National Library of Wales, 1993, p. 364 GWERTHEFYR ab AERGOL LAWHIR. (425).